# Schwieberdingen
Schwieberdingen ist eine Gemeinde mit rund 11.000 Einwohnern im Landkreis Ludwigsburg. Sie liegt rund fünf Kilometer von der Kreisstadt Ludwigsburg und zehn Kilometer von der baden-württembergischen Landeshauptstadt Stuttgart entfernt. Sie gehört zur Region Stuttgart (bis 1992 Region Mittlerer Neckar) und zur europäischen Metropolregion Stuttgart.
Der möglicherweise im 3. Jahrhundert gegründete Ort wurde 1304 erstmals urkundlich erwähnt. Geprägt wurde er vor allem durch seine Lage an der alten, von Flandern bis ans Schwarze Meer führenden Handels- und Heerstraße, auf der die heutige B 10 verläuft.
Nach dem Zweiten Weltkrieg hat sich die Gemeinde grundlegend verändert. Aus dem überwiegend landwirtschaftlich geprägten Dorf entstand durch die Ansiedlung großer Unternehmen eine moderne Industriegemeinde.

## Geographie

### Geographische Lage

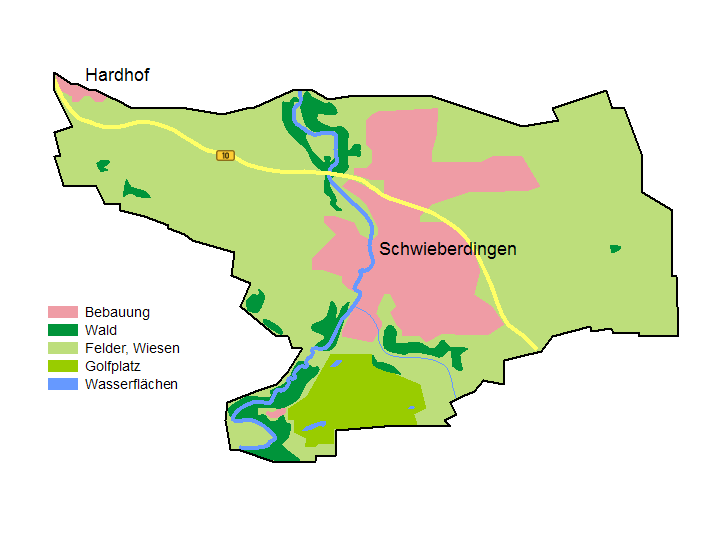
Gemarkung der Gemeinde

Schwieberdingen liegt im südwestlichen Neckarbecken, einer lössbedeckten und durch Flusstäler eingeschnittenen Hochfläche im Zentrum Baden-Württembergs, und befindet sich etwas südlich des 49. Breitengrades.
Die Landschaft um Schwieberdingen zeigt eine große Verschiedenartigkeit an Bodenformen, die sich auch an den Flurnamen mit den Endungen -berg, -grund oder -tal erkennen lässt. Durch den Ort fließt der kleine Fluss Glems, der sich hier in den Muschelkalk des sonst nur leicht welligen Geländes des Langen Feldes und des Strohgäus eingegraben hat. Im Glemstal selbst finden sich größere zusammenhängende Auenbereiche, die periodisch überflutet werden.
Etwa 35 % der Schwieberdinger Bodenfläche besteht aus Siedlungs- und Verkehrsfläche, rund 62 % aus landwirtschaftlichen Nutzflächen. Der Rest besteht aus Wald und Wasserflächen.
Der höchste Punkt der Gemarkung, die Katharinenlinde, liegt bei 351 m ü. NN, der tiefste an der Gemarkungsgrenze im unteren Glemstal bei 238 m ü. NN.

### Nachbargemeinden
Fünf Städte und Gemeinden grenzen an die Gemeinde Schwieberdingen. Im Uhrzeigersinn beginnend im Norden sind dies
Markgröningen, Möglingen, Korntal-Münchingen, Hemmingen und Eberdingen.

### Klima
Schwieberdingen ist gekennzeichnet durch sein mildes Klima, das durch seine Lage im südwestlichen Neckarbecken – abgeschirmt durch den Schwarzwald im Westen, die Schwäbische Alb im Süden, den Schwäbisch-Fränkischen Wald im Osten und das Strom- und Heuchelberggebiet im Nordwesten – geprägt ist. Neben dem Oberrheintal ist der Großraum Stuttgart – zu dem Schwieberdingen gehört – eines der wärmsten Gebiete Deutschlands. Der wärmste Monat ist der Juli mit einer mittleren monatlichen Temperatur von 18,8 °C, während der Januar als kältester Monat durchschnittlich 1,3 °C aufweist. Neben den milden Temperaturen sind die lange Sonnenscheindauer, die geringen Niederschläge und niedrige Windgeschwindigkeiten bei großer Häufigkeit von Windstille charakteristisch. Die mittlere jährliche Niederschlagsmenge in Schwieberdingen liegt bei 679 mm. Die Hauptniederschläge fallen, wie in Süddeutschland üblich, im Sommer, wobei der Juni und der August die höchsten Niederschlagsmengen aufweisen. Die Niederschlagsarmut in der Region hat dazu geführt, dass schon früh eine Fremdwasserversorgung notwendig wurde, woraufhin die Bodenseewasserversorgung ab 1954 aufgebaut wurde.

### Flächenaufteilung
Nach Daten des Statistischen Landesamtes, Stand 2019.

## Geschichte

### Vorgeschichte
Die ersten nachweisbaren Spuren einer Besiedelung auf der heutigen Gemarkung Schwieberdingen sind seit der Jungsteinzeit vorhanden. Der äußerst fruchtbare Boden und die Furt über die Glems zogen bereits ab 5000 v. Chr. erste Siedler an. Funde des Landesdenkmalamtes Baden-Württemberg belegen zwei Siedlungen. Die ältere – in Fachkreisen als Schwieberdinger Gruppe bezeichnet – ist zeitlich etwa im Jahre 4300 bis 4200 v. Chr. einzuordnen. Zu ihr gehört auch das in einem Hockergrab entdeckte Skelett einer jungen Frau, genannt Mathilde, die etwa 4000 v. Chr. gelebt hat. Die zweite Siedlung datiert in die Michelsberger Kultur und ist etwa 700 bis 800 Jahre jünger als die Schwieberdinger Gruppe.
Von 85 n. Chr. an eroberten die Römer das Land von den Kelten und hinterließen ihre Spuren unter anderem aufgrund des Baus der durch den späteren Ort und über die Furt an der Glems führenden Römerstraße. Die alte Römerstraße, die auch das spätere Schwieberdingen über Jahrhunderte prägte, stellte in dieser Zeit die wichtigste Straße des Landes und eine Hauptverbindung zwischen Rhein und Donau dar. Genutzt wurde sie vor allem militärisch. So durchzogen beispielsweise der römische Kaiser Hadrian und seine Legionen zwischen den Jahren 117 und 138 das Gebiet. Neben der Römerstraße zeigen Reste römischer Gutshöfe – die an die intensive landwirtschaftliche Nutzung erinnern – und andere archäologische Funde weitere Spuren der römischen Besiedlung in den ersten nachchristlichen Jahrhunderten.

### Alamannische und fränkische Zeit
Im 3. Jahrhundert eroberten die Alamannen das römische Gebiet bis zum Rhein. Während dieser Zeit wurde möglicherweise um 260 n. Chr. der heutige Ort unter dem Namen Suidbert-ingen, der auf den alamannischen Sippenführer Suidbert zurückzuführen ist, gegründet. Nach dem Sieg der Franken über die Alamannen um 500 lag das Gebiet der späteren Markung Schwieberdingen an der Stammesgrenze zwischen den Alamannen im Südosten und den Franken im Nordwesten. Diese Grenze wurde nach der Christianisierung zugleich Bistumsgrenze zwischen dem fränkischen Bistum Speyer und dem alamannischen Bistum Konstanz. Die Lage Schwieberdingens am Schnittpunkt von Stammesgrenze und der Fernstraße sowie die Bedeutung der Furt für diesen von Flandern bis zum Schwarzen Meer und Italien so wichtigen Verkehrsweg lassen vermuten, dass das Dorf aus militärischen Erwägungen – zum Schutz der Furt – gegründet wurde.
Verschiedene Bodenfunde auf der heutigen Markung Schwieberdingens zeigen, dass einst mehrere alamannische Siedlungen bestanden. So wurde zwischen 750 und 802 das im östlichen Teil der Gemarkung liegende und im 14. Jahrhundert abgegangene Dorf Vöhingen erstmals urkundlich erwähnt. Die Wüstung ist inzwischen im Jahre 2005 archäologisch gründlich untersucht worden.

### Erste schriftliche Erwähnung
Die bisher bekannte erste schriftliche Erwähnung Schwieberdingens erfolgte im Esslinger Urbar von 1304, in der zwei Morgen Ackerland versus Swiebertingen beschrieben werden. Im 14. Jahrhundert begannen die Grafen von Württemberg, ihre Herrschaft in der Region auszuweiten. So verkaufte am 18. Oktober 1321 auch Graf Bürgin der Jüngere von Hohenberg-Nagold den Kirchensatz zu Schwieberdingen an Graf Eberhard den Erlauchten von Württemberg. Neben den Grafen von Württemberg hatten unter anderem die Herren von Nippenburg, deren gleichnamiger Sitz etwas südlich des Ortes liegt und 1160 erstmals urkundlich genannt wurde, Besitz im Dorf.

### Unruhige Zeiten vom 16. bis 19. Jahrhundert

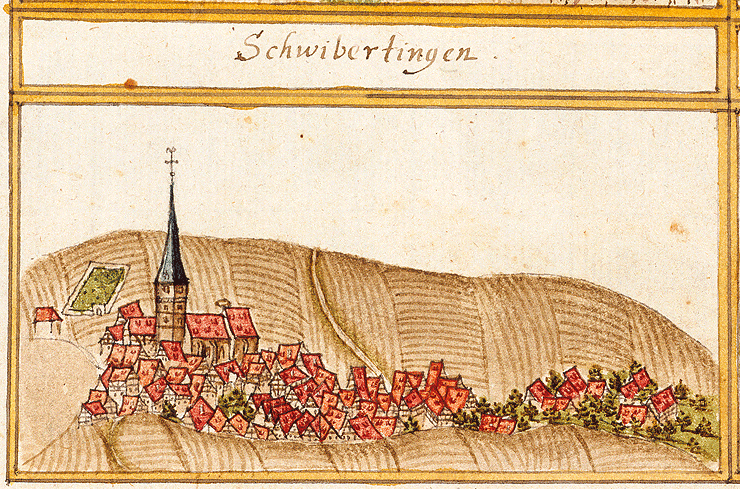
Schwieberdingen 1682, Forstlagerbuch von Andreas Kieser

Im 16. und 17. Jahrhundert hatte Schwieberdingen schwer unter Kriegen und Krankheiten zu leiden. Dreimal kam die Pest über den Ort. Allein im August 1584 starben 88 Menschen an der Seuche. Schon bald darauf wurde die stark dezimierte Bevölkerung von neuen Schrecken heimgesucht. So wie sich Friedenszeiten durch den Durchzug von Handels- und Kaufleuten günstig auf den sich an der späteren Reichs-, Handels- und Heerstraße entlang ausgebreiteten Ort auswirkten, so brachten die in Kriegszeiten durchziehenden Heere auch Not und Elend. Der Dreißigjährige Krieg lichtete die Bevölkerung nochmals. Schwieberdingen wurde von Plünderungen und Brandschatzungen heimgesucht. Während dieser Zeit ist für neun Jahre kein einziger Eintrag im Kirchenbuch zu finden. Laut einer Inschrift in der Sakristei soll der Ort völlig verlassen gewesen sein. Wiederholte Einfälle französischer Truppen zwischen 1688 und 1707 sorgten für weitere Verwüstungen und wirtschaftliche Schäden. Im Jahr 1707, als es den Franzosen unter ihrem Anführer Marschall Villars erneut gelang, über den Rhein zu kommen, bezogen die französischen Truppen am 4. Juni 1707 in Schwieberdingen Quartier. Nach zweitägigen Verhandlungen erkaufte sich die württembergische Regierung für eine Million Gulden die Schonung des Landes, was in dem im Ort abgeschlossenen Schwieberdinger Vertrag dokumentiert wurde.
Kurz vor Ende des 18. Jahrhunderts zogen wieder Truppen durch den Ort. Das Grabmal des gefallenen österreichischen Offiziers Heinrich von Parzer auf dem Friedhof bezeugt die Kämpfe zwischen österreichischen und französischen Truppen. Vermutlich sollte die österreichische Nachhut die Straße und den Glemsübergang sichern.
Nicht nur Kriege forderten einen hohen Tribut von den Einwohnern der zum Oberamt Markgröningen gehörenden Gemeinde. Auch durch häufige Missernten und das Erbteilungsrecht verarmte die Landbevölkerung immer mehr. Hungersnöte und Arbeitslosigkeit trieben im 19. Jahrhundert viele Einwohner zur Auswanderung nach Polen, Ungarn und Amerika.
Bei der Umsetzung der neuen Verwaltungsgliederung im 1806 gegründeten Königreich Württemberg wurde Schwieberdingen 1807 dem Oberamt Ludwigsburg zugeordnet.

### Vom Kaiserreich bis zum Zweiten Weltkrieg
Von der zweiten Hälfte des 19. Jahrhunderts an kam es im Ort zu bedeutenden Fortschritten der Technik. 1878 wurde die Wasserleitung errichtet. Zudem baute man eine Post- und Telegrafenstation auf. Um 1900 wurde die Hauptstraße durch den Ort gepflastert, auf der schon bald die ersten Automobile entlangfuhren. Im Jahr 1906 erhielt Schwieberdingen durch den Bau der Strohgäubahn eine direkte Eisenbahnverbindung. Im selben Jahr wurde der Ort mit elektrischem Licht versehen, wodurch die vormals verwendeten Petroleumlampen ausgedient hatten.
Im Ersten Weltkrieg von 1914 bis 1918 fielen etwa 50 Schwieberdinger. Die Nachkriegszeit mit der Inflation bis 1923 sowie die Weltwirtschaftskrise von 1929 und der rapide Anstieg der Arbeitslosigkeit zog die Einwohner in den folgenden Jahren in Mitleidenschaft.
Nach der Machtübernahme der Nationalsozialisten 1933 und Annahme des Ermächtigungsgesetzes wurde der Gemeinderat gleichgeschaltet. Der Bürgermeister Eugen Herrmann blieb jedoch im Amt. Organisationen der Arbeiterbewegung wie beispielsweise der Arbeitersportverein Schwieberdingen wurden verboten.
Bei der Verwaltungsreform während der NS-Zeit in Württemberg gelangte Schwieberdingen 1938 zum neuen Landkreis Ludwigsburg.
Durch die Kriegsereignisse im Zweiten Weltkrieg von 1939 bis 1945 verloren eine beträchtliche Anzahl Schwieberdinger Bürger ihr Leben. 71 Einwohner sind gefallen, 20 blieben vermisst. Trotz zahlreicher Luftangriffe gegen Ende des Krieges, die vor allem auf die am Sportplatz stationierte Funkanlage abzielten, erlitt der Ort selbst nur geringe Gebäudeschäden. Lediglich die 1928 gebaute Glemsbrücke wurde in den letzten Tagen des Zweiten Weltkrieges von der sich zurückziehenden Wehrmacht gesprengt. Am 21. April 1945 marschierte die 1. französische Armee von Westen her kommend ein, besetzte den Ort und rückte weiter in Richtung Ludwigsburg und Stuttgart vor. Kurze Zeit später war der Zweite Weltkrieg nach der Kapitulation des Deutschen Reichs beendet.

### Jüngere Geschichte
Da der Ort nach dem Zweiten Weltkrieg Teil der Amerikanischen Besatzungszone geworden war, gehörte er somit seit 1945 zum neu gegründeten Land Württemberg-Baden, das 1952 im jetzigen Bundesland Baden-Württemberg aufging.
Nach dem Ende des Krieges zog eine große Anzahl von Heimatvertriebenen und Flüchtlingen nach Schwieberdingen. Der Ort veränderte sich erheblich. Aus dem vormals ländlich-bäuerlichen Dorf wurde eine moderne, gewerblich orientierte Gemeinde. Durch den wirtschaftlichen Aufschwung siedelten sich immer mehr Unternehmen in Schwieberdingen an. Das größte und finanziell bedeutendste Unternehmen ist seit 1963 die Robert Bosch GmbH. Die Einwohnerzahl entwickelte sich sprunghaft, so dass sich die Wohngebiete langsam den Gemarkungsgrenzen annähern. Im Jahr 2004 wurde die 10.000-Einwohner-Grenze überschritten. Heute hat die Gemeinde rund 11.000 Einwohner.

### Religion
Die Gemeinde Schwieberdingen lag ursprünglich an der durch den Fluss Glems gebildeten Grenze der Bistümer Konstanz und Speyer. Der Ort selbst gehörte dem Bistum Speyer an. Wie in ganz Württemberg wurde auch in Schwieberdingen ab 1534 die Reformation eingeführt. Infolgedessen war der Ort über viele Jahrhunderte überwiegend protestantisch und die im 14. Jahrhundert erbaute Schwieberdinger Georgskirche wurde zur evangelischen Kirche des Ortes.
Nach dem Zweiten Weltkrieg kamen durch die vielen Heimatvertriebenen aus den Ostgebieten die ersten Katholiken nach Schwieberdingen. Während 1945 nur zwei Prozent der Einwohner katholisch waren, erhöhte sich die Zahl der katholischen Gemeindemitglieder bis 1950 auf 369, was etwa 17 Prozent der Bevölkerung entsprach. Sie nahmen zunächst das Angebot der evangelischen Gemeinde an, ihre Gottesdienste in der Georgskirche zu feiern, bevor am 4. April 1964 die katholische Kirche St. Petrus und Paulus geweiht wurde.
Neben den beiden großen Kirchen gibt es in Schwieberdingen auch die Neuapostolische Kirche.

### Ortsteile
Der im Nordwesten der Schwieberdinger Gemarkung liegende Hardthof bildet zusammen mit dem Schönbühlhof einen Weiler. Die Gründung des damaligen Hart Hof durch zwei aus Schwieberdingen stammende Familien im Jahr 1760 ist in Stein gehauen überliefert. Etwas jünger ist der angrenzende Schönbühlhof, der 1770 von drei aus Markgröningen kommenden Familien gegründet wurde.
Eine Besonderheit ist die gemeinsame Verwaltung des Hardt- und Schönbühlhofes, da mitten durch den Ort mit etwa 300 Einwohnern, teilweise sogar durch einige Häuser, die Gemarkungsgrenze zwischen Schwieberdingen und Markgröningen verläuft.
Als Interessenvertreter und Fürsprecher wählen alle volljährigen Einwohner des Ortes alle acht Jahre aus ihrer Mitte einen „Anwalt“. Dieser Anwalt, der bis 1991 auf Lebenszeit gewählt wurde, vertritt die Interessen des Weilers gegenüber seinen beiden Muttergemeinden. In dem seit 1797 existierenden „Protokollbuch“ schreiben die amtierenden Anwälte die Beschlüsse, Vereinbarungen und Probleme des Ortes nieder. In der früheren Gemeindeordnung hatten die Anwälte zudem einen kommunalrechtlichen Status. Sie wurden gewählt, mussten Versammlungen abhalten und waren im Gemeinderat vertreten. In der jetzt gültigen Gemeindeordnung gibt es offiziell keine Anwälte mehr. Auf dem Hardt- und Schönbühlhof wurde die Funktion jedoch außerhalb der Rechtsgrundlage weiterhin beibehalten.

### Einwohnerentwicklung

Bevölkerungsentwicklung

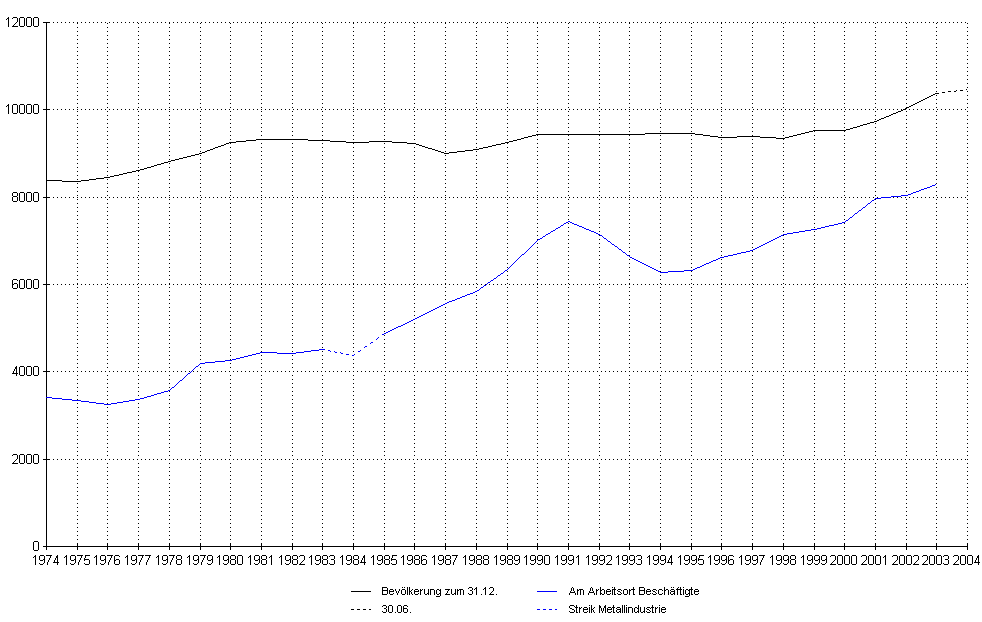
Vergleich zwischen Bevölkerungswachstum und Arbeitsplätzen

Die beschriebenen Einwohnerzahlen basieren entweder auf Schätzungen, Volkszählungsergebnissen oder amtlichen Fortschreibungen der jeweiligen Statistischen Ämter (nur Hauptwohnsitze).
| Jahr | Einwohnerzahlen |
| ---- | --------------- |
| 1550 | 480             |
| 1634 | 165             |
| 1657 | 29              |
| 1661 | 252             |
| 1763 | 633             |
| 1820 | 1.265           |
| 1835 | 1.335           |
| 1845 | 1.383           |
| 1860 | 1.577           |
| 1866 | 1.381           |

| Jahr | Einwohnerzahlen |
| ---- | --------------- |
| 1877 | 1.361           |
| 1889 | 1.416           |
| 1900 | 1.367           |
| 1912 | 1.281           |
| 1930 | 1.480           |
| 1935 | 1.480           |
| 1946 | 1.650           |
| 1950 | 2.184           |
| 1955 | 2.571           |
| 1960 | 3.382           |

| Jahr | Einwohnerzahlen |
| ---- | --------------- |
| 1970 | 6.065           |
| 1985 | 9.300           |
| 1995 | 9.413           |
| 2005 | 10.773          |
| 2010 | 11.362          |
| 2015 | 11.323          |
| 2020 | 11.394          |

## Politik

### Gemeinderat
Der Gemeinderat in Schwieberdingen besteht aus den 18 gewählten ehrenamtlichen Gemeinderäten und dem Bürgermeister als Vorsitzendem. Der Bürgermeister ist im Gemeinderat stimmberechtigt.
Die Kommunalwahl am 9. Juni 2024 führte zu folgendem Ergebnis. 
| Parteien und Wählergemeinschaften | Parteien und Wählergemeinschaften             | % 2024  | Sitze 2024 | % 2019  | Sitze 2019 | Kommunalwahl 2024 %3020100 28,41 %23,62 %14,68 %11,86 %12,22 %9,20 % FWCDUGrüneABGFDPSPDGewinne und Verlusteim Vergleich zu 2019 %p 6 4 2 0 −2 −4+1,97 %p+4,65 %p−1,66 %p−2,83 %p−0,66 %p−1,47 %pFWCDUGrüneABGFDPSPD |
| FW                                | Freie Wählervereinigung Schwieberdingen e. V. | 28,41   | 5          | 26,44   | 5          | Kommunalwahl 2024 %3020100 28,41 %23,62 %14,68 %11,86 %12,22 %9,20 % FWCDUGrüneABGFDPSPDGewinne und Verlusteim Vergleich zu 2019 %p 6 4 2 0 −2 −4+1,97 %p+4,65 %p−1,66 %p−2,83 %p−0,66 %p−1,47 %pFWCDUGrüneABGFDPSPD |
| CDU                               | Christlich Demokratische Union Deutschlands   | 23,62   | 4          | 18,97   | 3          | Kommunalwahl 2024 %3020100 28,41 %23,62 %14,68 %11,86 %12,22 %9,20 % FWCDUGrüneABGFDPSPDGewinne und Verlusteim Vergleich zu 2019 %p 6 4 2 0 −2 −4+1,97 %p+4,65 %p−1,66 %p−2,83 %p−0,66 %p−1,47 %pFWCDUGrüneABGFDPSPD |
| GRÜNE                             | Bündnis 90/Die Grünen                         | 14,68   | 3          | 16,34   | 3          | Kommunalwahl 2024 %3020100 28,41 %23,62 %14,68 %11,86 %12,22 %9,20 % FWCDUGrüneABGFDPSPDGewinne und Verlusteim Vergleich zu 2019 %p 6 4 2 0 −2 −4+1,97 %p+4,65 %p−1,66 %p−2,83 %p−0,66 %p−1,47 %pFWCDUGrüneABGFDPSPD |
| ABG                               | Aktive Bürgergemeinschaft Schwieberdingen     | 11,86   | 2          | 14,69   | 3          | Kommunalwahl 2024 %3020100 28,41 %23,62 %14,68 %11,86 %12,22 %9,20 % FWCDUGrüneABGFDPSPDGewinne und Verlusteim Vergleich zu 2019 %p 6 4 2 0 −2 −4+1,97 %p+4,65 %p−1,66 %p−2,83 %p−0,66 %p−1,47 %pFWCDUGrüneABGFDPSPD |
| FDP                               | Freie Demokratische Partei                    | 12,22   | 2          | 12,88   | 2          | Kommunalwahl 2024 %3020100 28,41 %23,62 %14,68 %11,86 %12,22 %9,20 % FWCDUGrüneABGFDPSPDGewinne und Verlusteim Vergleich zu 2019 %p 6 4 2 0 −2 −4+1,97 %p+4,65 %p−1,66 %p−2,83 %p−0,66 %p−1,47 %pFWCDUGrüneABGFDPSPD |
| SPD                               | Sozialdemokratische Partei Deutschlands       | 9,20    | 2          | 10,67   | 2          | Kommunalwahl 2024 %3020100 28,41 %23,62 %14,68 %11,86 %12,22 %9,20 % FWCDUGrüneABGFDPSPDGewinne und Verlusteim Vergleich zu 2019 %p 6 4 2 0 −2 −4+1,97 %p+4,65 %p−1,66 %p−2,83 %p−0,66 %p−1,47 %pFWCDUGrüneABGFDPSPD |
| gesamt                            | gesamt                                        | 100,0   | 18         | 100,0   | 18         | Kommunalwahl 2024 %3020100 28,41 %23,62 %14,68 %11,86 %12,22 %9,20 % FWCDUGrüneABGFDPSPDGewinne und Verlusteim Vergleich zu 2019 %p 6 4 2 0 −2 −4+1,97 %p+4,65 %p−1,66 %p−2,83 %p−0,66 %p−1,47 %pFWCDUGrüneABGFDPSPD |
| Wahlbeteiligung                   | Wahlbeteiligung                               | 62,39 % | 62,39 %    | 61,46 % | 61,46 %    | Kommunalwahl 2024 %3020100 28,41 %23,62 %14,68 %11,86 %12,22 %9,20 % FWCDUGrüneABGFDPSPDGewinne und Verlusteim Vergleich zu 2019 %p 6 4 2 0 −2 −4+1,97 %p+4,65 %p−1,66 %p−2,83 %p−0,66 %p−1,47 %pFWCDUGrüneABGFDPSPD |

### Bürgermeister seit 1875
- 1875–1892: Konrad Völlm (Schultheiß)
- 1893–1915: Karl Zoller (Bürgermeister)
- 1915–1919: Karl Schober (kommissarischer Bürgermeister)
- 1919–1941: Eugen Herrmann (Bürgermeister)
- 1941–1945: Otto Surber (kommissarischer Bürgermeister)
- 1945–1948: Friedrich Rothacker (kommissarischer Bürgermeister)
- 1948–1981: Hermann Butzer (Bürgermeister)
- 1981–2013: Gerd Spiegel, parteilos (Bürgermeister)
- 2013–2023: Nico Lauxmann, CDU (Bürgermeister)
- seit 2024: Stefan Benker, parteilos (Bürgermeister)

Bürgermeister ist seit dem 26. Januar 2024 Stefan Benker. Er wurde am 12. November 2023 mit 53 Prozent der Stimmen gewählt.

### Wappen und Flagge
Blasonierung: „In Blau ein achtzackiger goldener Stern, beseitet von zwei ringlosen, zugewendeten goldenen Wolfsankern.“
In der Oberamtsbeschreibung aus dem Jahr 1859 wird beschrieben: „Das Ortswappen besteht aus zwei voneinander stehenden Halbmonden, zwischen welchen sich ein Stern befindet.“
Diese Deutung wurde fast ein Jahrhundert übernommen. Aufgrund geschichtlicher Unterlagen ist heute jedoch bekannt, dass es sich nicht um Halbmonde, sondern um die halbmondförmigen Anker von Wolfsangeln handelt, die mit dem angeschlagenen eigentlichen doppelten Fanghaken ins Geäst gehängt wurden. Wolfsanker wie Doppelhaken, die Wolfsangel, gehörten früher als Fanggerät zur Ausrüstung eines Jägers und fanden, wie andere Jagd- und Fangutensilien, im Mittelalter als Wappensymbole Verwendung.
Am 4. Dezember 1980 wurde der Gemeinde vom Landratsamt Ludwigsburg eine Flagge in den Farben Gelb-Blau verliehen. Die von der Gemeinde tatsächlich geführte Flagge weicht jedoch von der verliehenen Farbfolge ab und ist blau-gelb.

### Partnerschaften
Die älteste Schwieberdinger Partnerschaft besteht mit der rund 10.800 Einwohner zählenden französischen Stadt Vaux-le-Pénil, die rund 40 km südöstlich von Paris liegt. Zwischen beiden Orten gibt es neben der Größe weitere Ähnlichkeiten: Auch Vaux-le-Pénil nahm nach dem Zweiten Weltkrieg durch enormes industrielles Wachstum neue Formen an und viele Einwohner pendeln täglich von Vaux-le-Pénil in das 40 km entfernte Paris zur Arbeit. Der Grundstein für die Städtepartnerschaft wurde bereits in den 1980er Jahren durch Kontakte auf schulischem, sportlichem und auch gesanglichem Gebiet gelegt. Der erste Besuch des Schwieberdinger Gemeinderates in Vaux-le-Pénil fand im Juni 1990 statt. Neben den offiziellen Kontakten entstanden in den vergangenen Jahren auch Partnerschaften auf Vereinsebene und zahlreiche persönliche Freundschaften. Neben der Gemeindeverwaltung werden die Kontakte nach Frankreich und in die USA vom Städte-Partnerschaftsverein Schwieberdingen betreut und koordiniert.
Auch über den Atlantik hinweg pflegt Schwieberdingen freundschaftliche Beziehungen. Aus ersten Vereinskontakten, die bereits 1987 geknüpft wurden, entwickelte sich eine Partnerschaft zwischen Schwieberdingen und Belvidere in Illinois in den USA.
Nach der Wiedervereinigung wurden 1991 die ersten Kontakte nach Großharthau in Sachsen geknüpft. Neben der kommunalen Partnerschaft pflegen besonders die beiden Freiwilligen Feuerwehren eine intensive Freundschaft. Die erste Ehe zwischen einem Bürger aus Schwieberdingen und einer Bürgerin aus Großharthau wurde 2005 geschlossen.

## Kultur und Sehenswürdigkeiten

### Museen

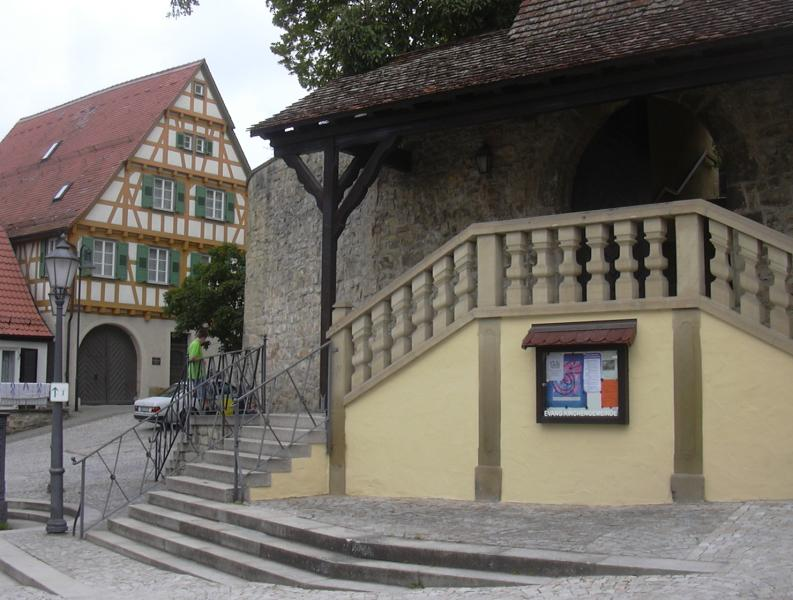
Altes Pfarrhaus und Aufgang zur Georgskirche

Das Ortsmuseum ist seit März 1991 im in der Nähe der Georgskirche gelegenen Alten Pfarrhaus aus dem 16. Jahrhundert untergebracht. Nach umfangreichen Sanierungsmaßnahmen zeigt das Heimatmuseum auf drei Stockwerken seine Bestände zur bäuerlichen und bürgerlichen Alltagskultur von 1870 bis 1920. Die Dauereinrichtung beinhaltet Mobiliar, Textilien und Handarbeiten jeglicher Art sowie vielfältige Küchengerätschaften, Glas und Porzellan. Zudem werden weitere Exponate zum Thema Spielen und Lernen ausgestellt.
Im Dachgeschoss zeigt ein Ortsmodell das damals kleine und überschaubare Dorf zu Anfang des 19. Jahrhunderts. Drei wichtige früher häufig am Ort vorkommende Handwerke – Schreiner, Schneider und Schuster – sind in der Handwerkskammer dargestellt. Ergänzt werden sie durch eine voll eingerichtete Schmiede im Museumshof.
Im tiefen, aus dem Felsen gehauenen Keller wird an die Schwieberdinger Vergangenheit als Weinbaugemeinde und an die traditionsreiche Lamm-Brauerei erinnert.

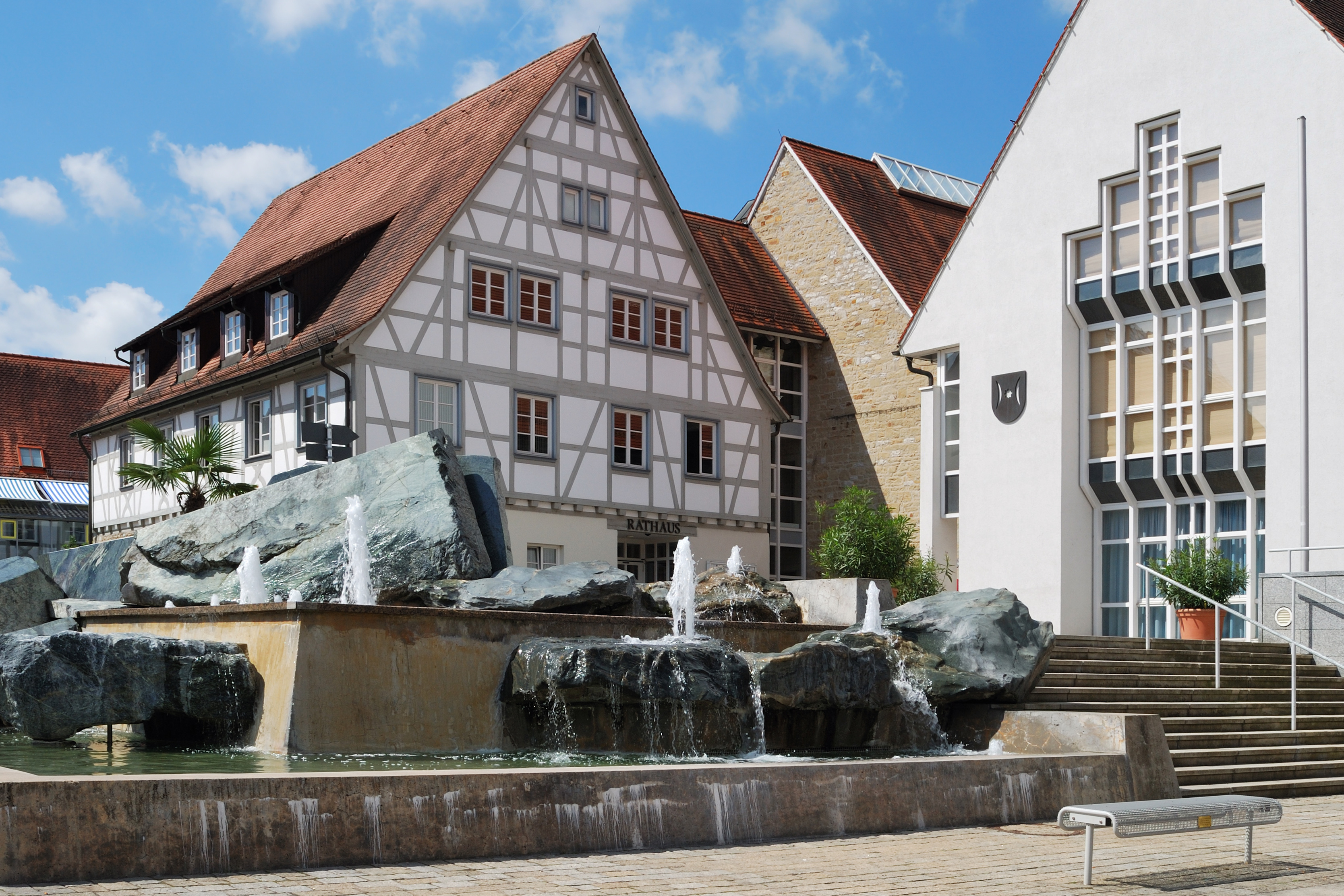
Das Rathaus

### Musik
Als ältester Schwieberdinger Verein wurde 1840 der Liederkranz gegründet, der sich 1848 den noch heute gültigen Namen Sängerbund Schwieberdingen gab.
Der Musikverein Schwieberdingen, in dem heute rund 110 aktive Musiker in drei unterschiedlichen Kapellen musizieren, wurde 1925 gegründet. In den 1970er Jahren rief der Musikverein eine vereinseigene Musikschule ins Leben, die 1989 in die heutige Musikschule Schwieberdingen übergeführt wurde.
Das in Schwieberdingen beheimatete Strohgäu-Sinfonieorchester besteht seit 1950. Das Orchester besteht aus einer festen Gemeinschaft von Laienmusikern und wird von Frédéric Tschumi geleitet. Traditionell spielt das Orchester zwei Serenadenkonzerte im Frühjahr und drei Sinfoniekonzerte im Herbst. Zudem gibt es jedoch auch verschiedene Sonderkonzerte im In- und Ausland. Unter anderem gab das Strohgäu-Sinfonieorchester bereits Konzerte in Caen (Frankreich), Pamplona (Spanien) oder Coventry (England).
Die Musikschule Schwieberdingen wurde 1989 in der Trägerschaft der Gemeinde Schwieberdingen sowie der musiktreibenden Vereine und Vereinigungen gegründet. Zu Beginn wurden die Schüler des Musikvereins Schwieberdingen sowie des Strohgäu-Sinfonieorchesters Schwieberdingen, des evangelischen Posaunenchores sowie bestehende private Klassen von musikalischer Früherziehung und Blockflötenausbildung übernommen. Mit diesen etwa 180 Schülern wurde der Unterricht im Oktober 1989 aufgenommen. Nach kurzer kommissarischer Leitung durch den Schulleiter der Nachbargemeinde wurde der Diplom-Musiklehrer Berthold Huss zum Musikschulleiter bestellt. Er führt seitdem diese erfolgreiche Einrichtung, die als kommunale Einrichtung aus dem öffentlichen Leben nicht mehr wegzudenken ist. Die Musikschule hat ein breites Angebot für Kinder ab 20 Monaten und steht auch Erwachsenen offen. Sie bildet aktiv den Nachwuchs für die musiktreibenden Vereine und Vereinigungen aus und erweitert ständig ihr Angebot für den steigenden Bedarf nach zeitgemäßen musisch-kulturellen Freizeitangeboten. Das Motto der Musikschule Schwieberdingen lautet: „Music is (y)our first love!“ Die vier Ziele können zusammengefasst werden zu: „Hobby – Freizeit – Bildung – Betreuung“.
In der evangelischen Kirchengemeinde gibt es einen Kirchenchor und zum Evangelischen Jugendwerk Schwieberdingen gehört der 1922 gegründete Posaunenchor Schwieberdingen.

### Bauwerke

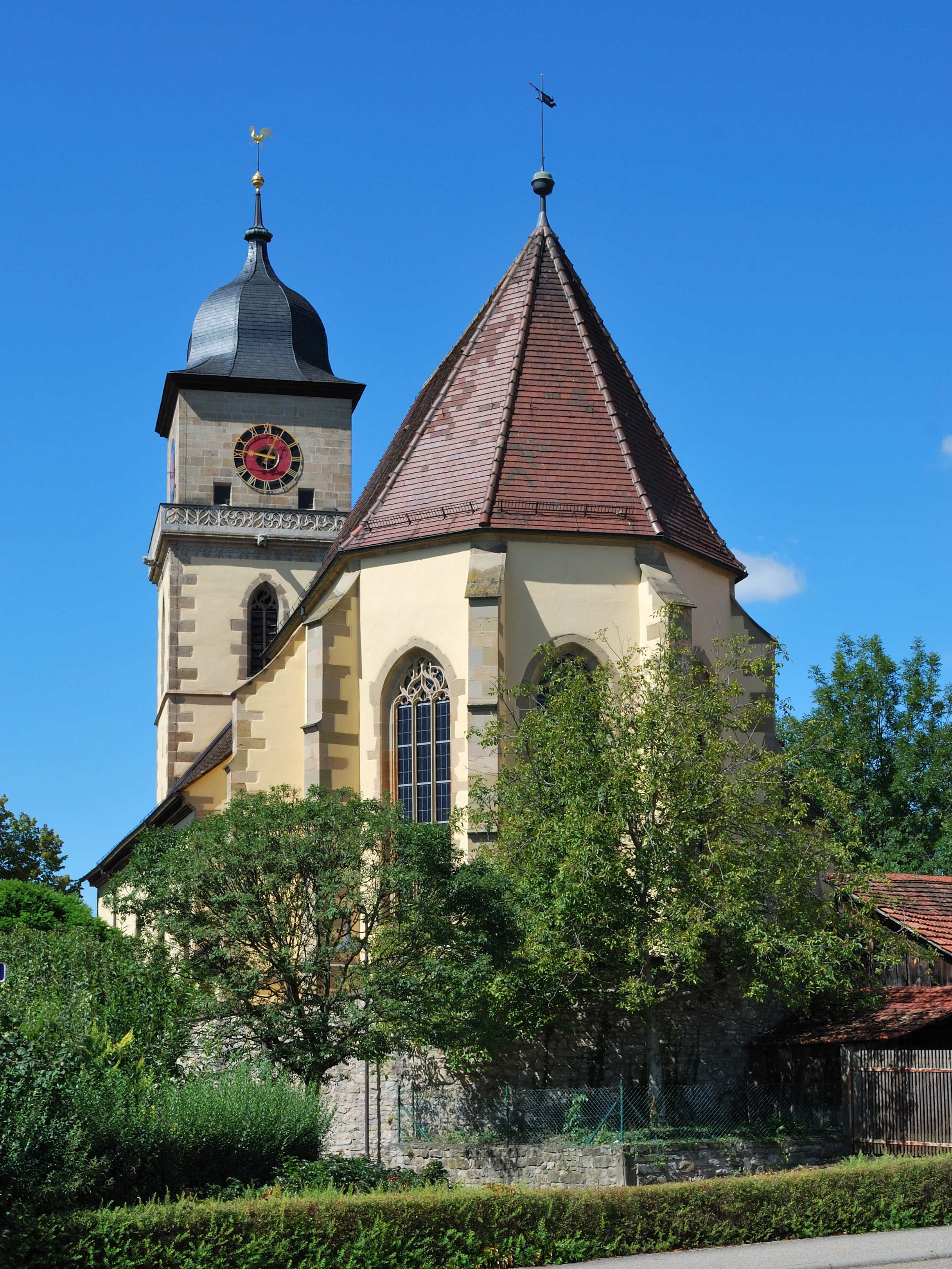
Georgskirche

Etwas außerhalb im Süden steht die Burgruine Nippenburg. Die auf einem von der Glems umflossenen Bergsporn errichtete Burg wurde von den Herren von Nippenburg erbaut und im Jahr 1160 erstmals urkundlich erwähnt. Die mit allen Grundmauern erhaltene Burganlage ist die einzige Burgruine aus dieser Zeit im Großraum Stuttgart.
Am Rande des Ortskerns befindet sich die Georgskirche. Die sehr gut erhaltene, mit einer mächtigen Ringmauer umgebene Wehrkirche aus dem 14. Jahrhundert erhielt ihre heutige Gestalt in den Jahren 1495 bis 1498, als Ludwig von Nippenburg die Kirche durch den herzoglichen Baumeister Peter von Koblenz im spätgotischen Stil erweitern ließ. Der 43 m hohe Kirchturm wurde um 1515 zunächst mit einem spitzen Turmdach erbaut. Durch einen schweren Blitzeinschlag wurde der obere Teil des Turmes im Jahr 1795 zerstört. Beim Wiederaufbau erhielt die Kirche ihren heutigen Turmhelm.

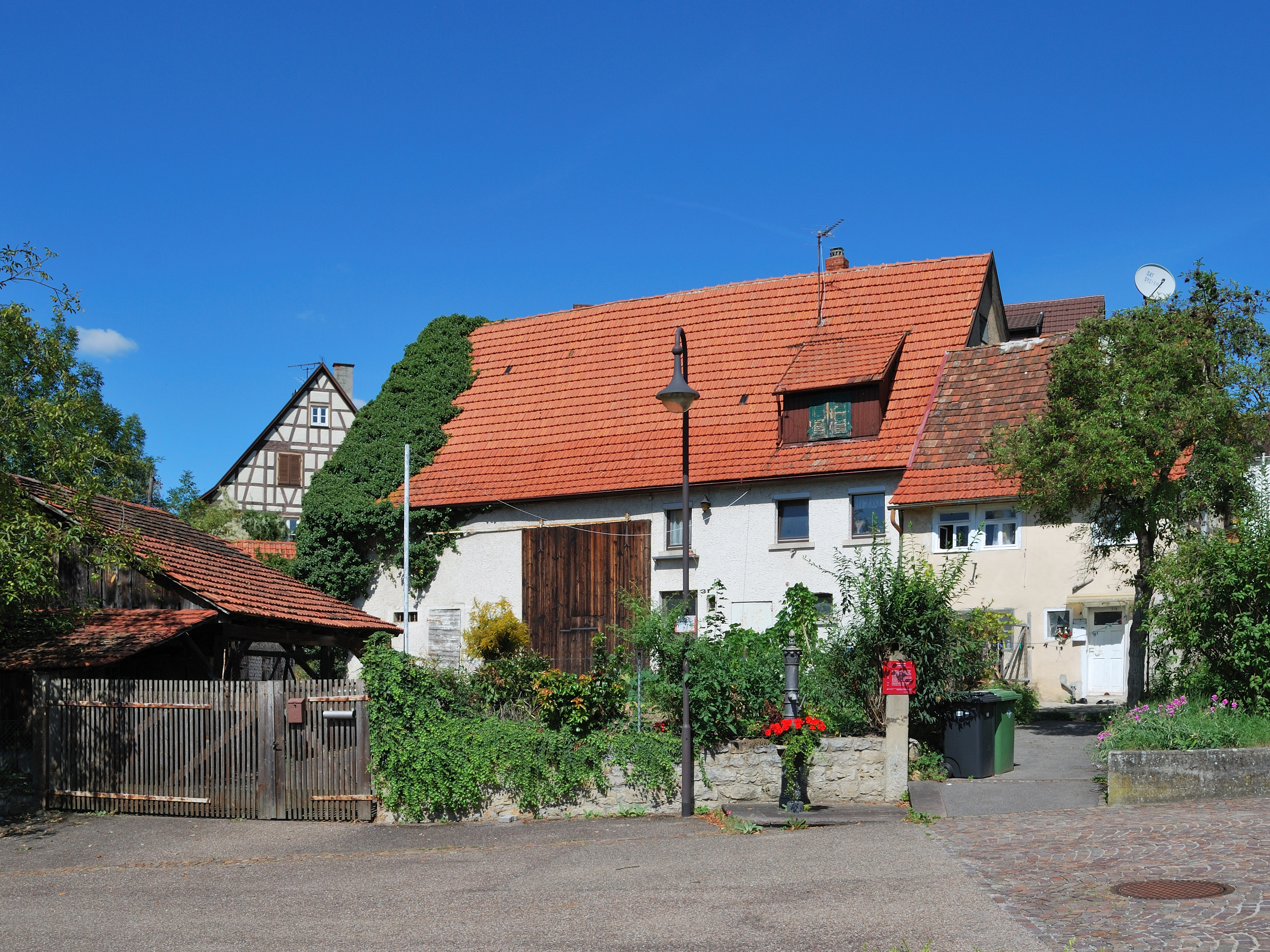
Ehemaliger Widumhof bei der Georgskirche

Das Schwieberdinger Schlössle gegenüber der Georgskirche ist ein alter Nippenburg-Wallbrunnscher Herrensitz. Im Jahr 1773 übernahm die herzoglich württembergische Kammerschreiberei das Gebäude, das König Friedrich I. als Prinz und zeitweise auch während seiner Regierungszeit bewohnte. Heute ist das Schlössle im Besitz der Gemeinde.
Im Ortszentrum steht das Wasserschloss. Nach mehreren Umbauten, dem Umwandeln ehemaliger Behausungen in Scheunen und Stallungen und dem Zuschütten des Wassergrabens hat das Gebäude inzwischen nicht mehr das Aussehen einer Wasserburg. Heute ist das Schwieberdinger Rathaus im ehemaligen Wasserschloss untergebracht.
Am Rande der bebauten Fläche überquert die B 10 die Glems auf einem monumentalen Viadukt. Die 1962 erbaute Glemstalbrücke überspannt das Tal in 38 Metern Höhe und 280 Metern Länge. An der Glems liegt die historische Stumpenmühle.
1998 wurde in der Ortsmitte das Bürgerhaus Schwieberdingen fertiggestellt. In diesem modernen Gebäude sind die Ortsbibliothek, der Bürgersaal, Vereinsbüroräume, die Musikschule mit Sekretariat und Unterrichtsräumen sowie Probenräume für die örtlichen Orchester untergebracht. Es entwickelte sich rasch zum kulturellen Treffpunkt mit einer Besucherfrequenz von etwa 55.000 Personen pro Jahr. Als Bürgertreff dient die aus dem 15. Jahrhundert stammende ehemalige Bruckmühle.
2004 wurde die neu errichtete Felsenberg-Arena eingeweiht, in welcher die Fußballer des TSV Schwieberdingen seither ihre Heimspiele austragen.

### Naturdenkmäler

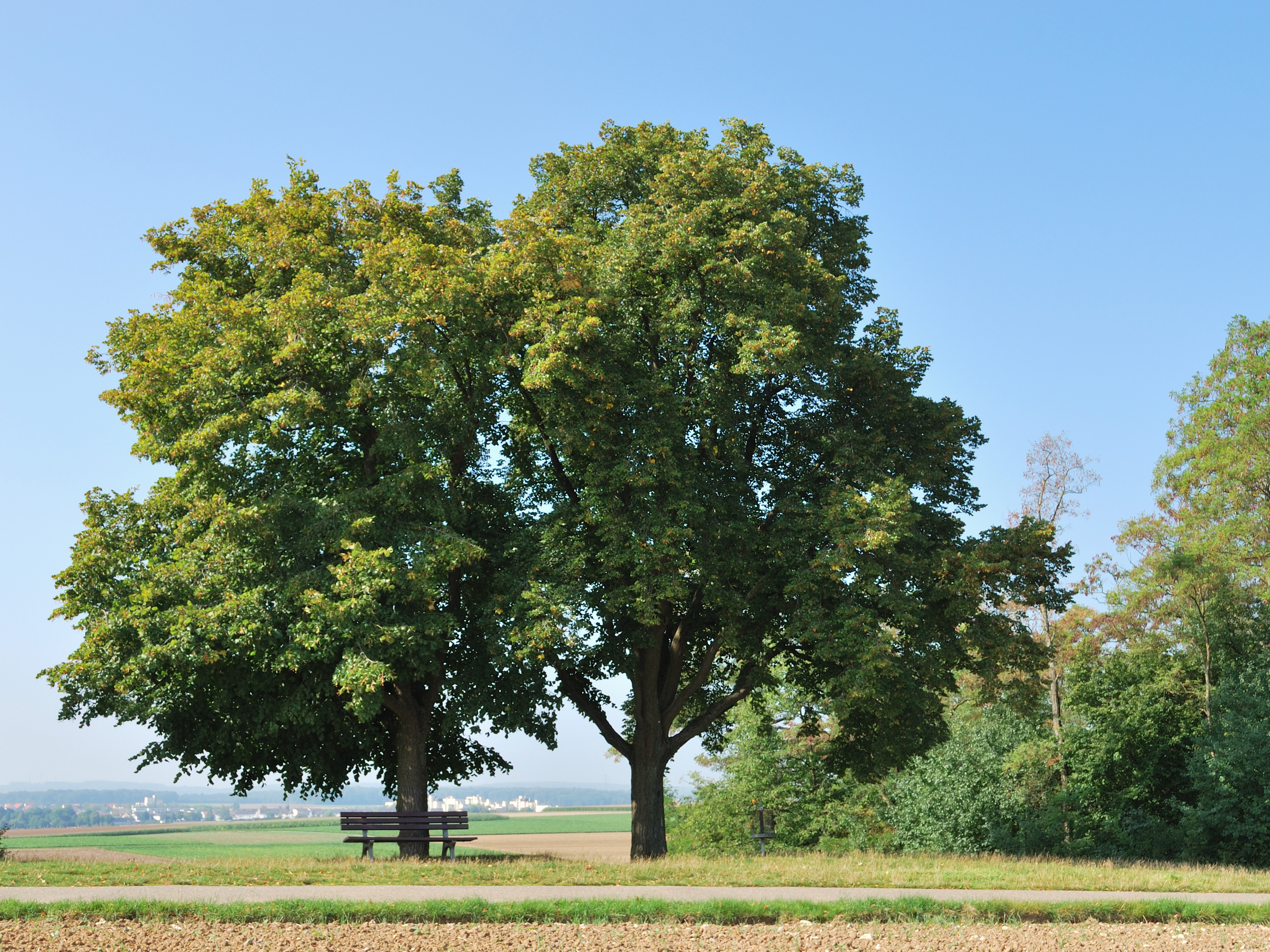
Katharinenlinde

Neben den Naturschutzgebieten im Glemstal, Münchinger Tal sowie rund um die Nippenburg gibt es auf der Gemarkung zahlreiche Naturdenkmäler. Hierzu gehören beispielsweise die Katharinenlinde, das Feuchtgebiet Markt oder die Pappelgruppe am Vöhinger Kirchle.

### Sport
In Schwieberdingen sind annähernd zwanzig Sportvereine beheimatet. Der größte und traditionsreichste der Gemeinde ist der 1906 gegründete TSV Schwieberdingen. Die erfolgreichsten und bekanntesten Mannschaften des TSV sind die einst in der Bundesliga spielenden Faustballer, sowie die 2007/08 in der Oberliga Baden-Württemberg spielenden Fußballer. Weitere über die Gemeindegrenzen hinweg bekannte Sportvereine sind beispielsweise der Tennisclub Schwieberdingen, die Skizunft Schwieberdingen oder der Kawa-Club.

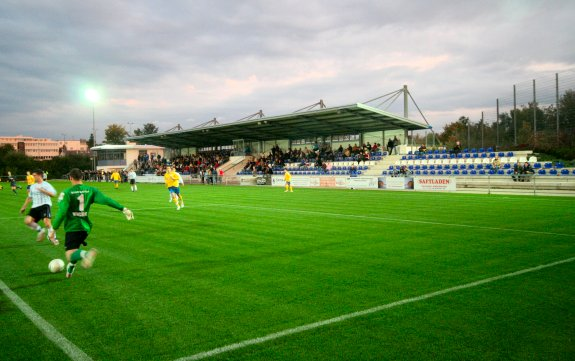
Felsenberg-Arena

Den Sporttreibenden der Gemeinde stehen mit der Turn- und Festhalle, der Sporthalle am Hallenbad und der Felsenberg-Halle insgesamt drei Hallen zur Verfügung. Die Sportanlagen rund um die Felsenberg-Arena bieten neben dem Fußballstadion verschiedene Trainingsplätze, sowie einen Sportplatz mit Leichtathletikbahn. Zudem gibt es die Leichtathletischen Anlagen im Herrenwiesenweg, gegenüber der Realschule. 

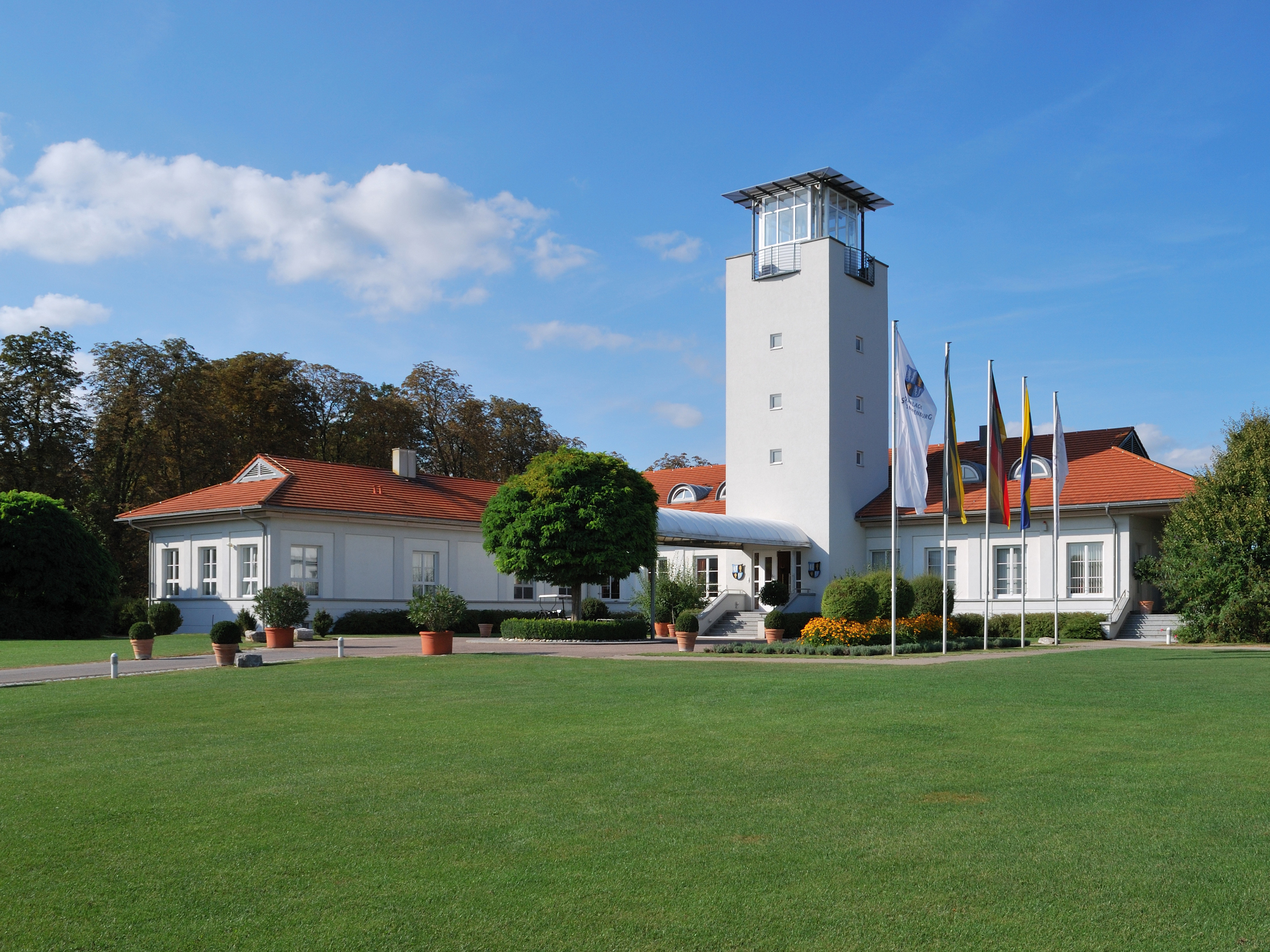
Golfanlage Schloss Nippenburg

Zur individuellen Freizeitgestaltung gibt es verschiedene Rad- und Wanderwege. Der Glemsmühlenradweg durchquert auf seinem 40 km langen Weg vom Glemseck bis zur Mündung der Glems in die Enz bei Unterriexingen genauso Schwieberdingen wie der 30 km lange vom Hohenasperg nach Ditzingen an verschiedenen Zeugnissen keltischer Kultur vorbeiführende Keltenradweg.
1987 führte die vierte Etappe der Tour de France durch Schwieberdingen. Die lediglich 71 km lange Etappe von Stuttgart nach Pforzheim am 5. Juli 1987 gewann der Belgier Herman Frison.
Etwas außerhalb befindet sich die Golfanlage Schloss Nippenburg. Der von Deutschlands erfolgreichstem Sportler Bernhard Langer gestaltete 18-Loch-Championship-Course war von 1995 bis 1997 dreimal Austragungsort der German Open.
Im Februar 2008 fand mit dem Klafs Tennis Grand Prix ein Tennis-Weltranglistenturnier in der Schwieberdinger Tennishalle statt.
Das Hallenbad Schwieberdingen bot bis 2010 ein Sportbecken mit zwei Sprungtürmen, sowie ein Lernschwimmbecken. Aufgrund von Baumängeln und Verfall musste das Bad geschlossen werden.

### Regelmäßige Veranstaltungen
- Fasching: Alljährlich stürmen die Gagerbach-Hexen am „Schmotzigen Donnerstag“ das Schwieberdinger Rathaus und übernehmen die Regierungsgeschäfte bis zum Aschermittwoch.
- Pfingstwochenende: Kawa-Fest
- Juli: "Schapfenfest", ein Dorffest der Gemeinde. Traditionell am dritten Wochenende im Juli findet das viertägige Musikfest des Musikvereins auf dem Festplatz am Bahnhof statt.
- Oktober: Jedes Jahr wird zum Erntedankfest in der Georgskirche ein Mosaik aus Samen, Blüten und Früchten gelegt und bleibt bis zum Kirbesonntag zu besichtigen.
- November: Kirbesonntag und „Kirbemeedich“
- Dezember: Jahreskonzert des Musikvereins
- 2. Adventssonntag: Weihnachtsmarkt

## Wirtschaft und Infrastruktur

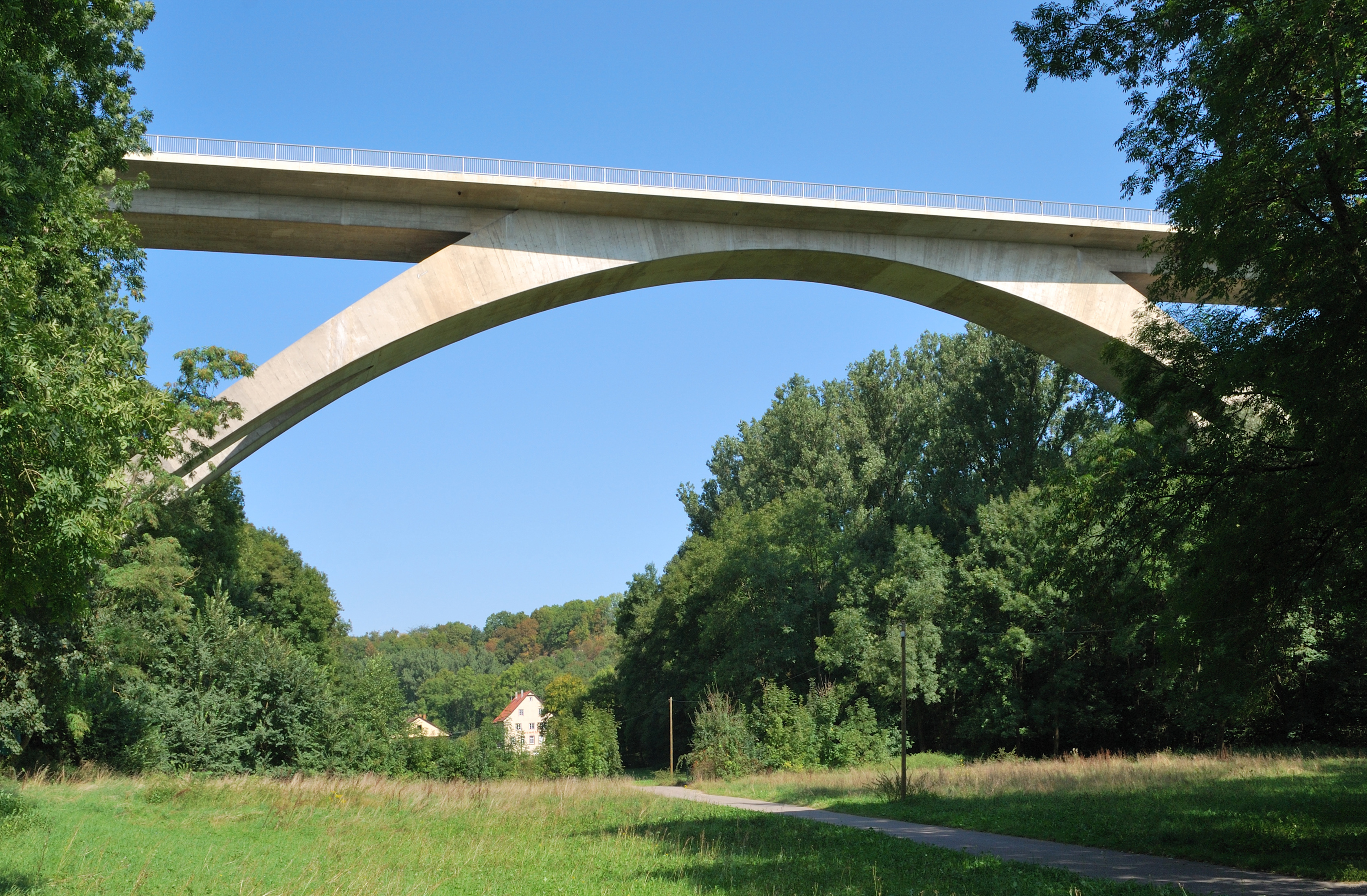
Glemstalviadukt der B 10 mit Neumühle

### Verkehr
Die durch Schwieberdingen verlaufende B 10, deren Verlauf schon zur Römerzeit eine Hauptverbindung zwischen Rhein und Donau darstellte, durchquert heute nach dem Bau der Umgehungsstraße im Jahr 1962 nicht mehr die Ortsmitte, sondern ist nördlich ihrer ursprünglichen Lage trassiert. Dabei trennt sie Industrie- und Wohngebiet voneinander. Die nächste Autobahn-Anschlussstelle auf die A 81 ist Stuttgart-Zuffenhausen etwa 3 km südöstlich von Schwieberdingen.

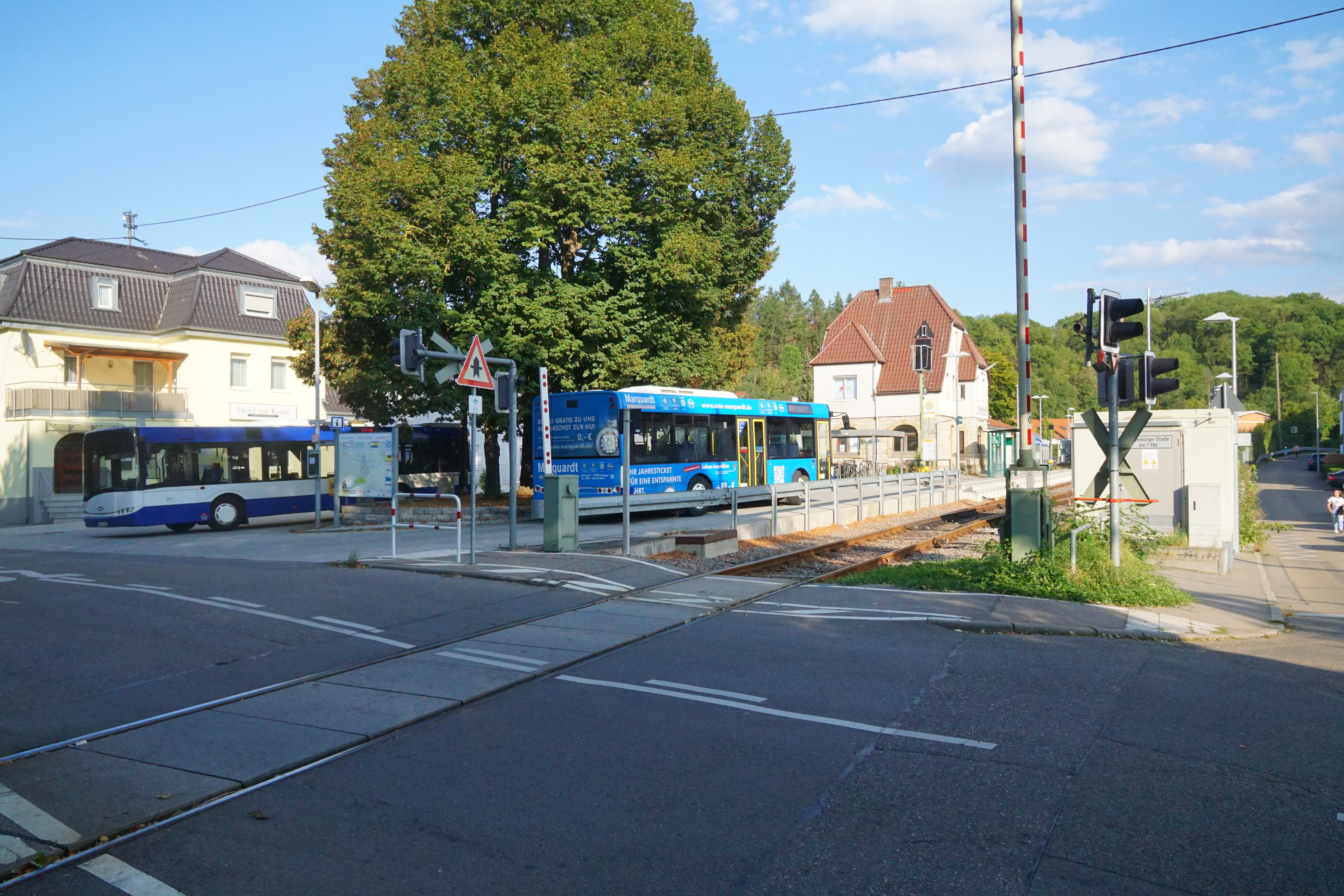
Bahnhof Schwieberdingen

Die Strohgäubahn verkehrt regelmäßig zwischen Korntal und Heimerdingen (bzw. einzelne Züge weiter nach Weissach) über den Bahnhof Schwieberdingen im Süden des Ortes. Ferner verläuft die Schnellfahrstrecke Mannheim–Stuttgart (über Vaihingen an der Enz) nordöstlich von Schwieberdingen, jedoch ohne Haltepunkt. Darüber hinaus verfügt Schwieberdingen über einige lokale und regionale Busverbindungen, die dem Verkehrs- und Tarifverbund Stuttgart angehören. Im Moment ist der Anschluss an die geplante Stadtbahn Ludwigsburg im Gespräch.
Der internationale Flughafen Stuttgart befindet sich im etwa 25 km entfernten Leinfelden-Echterdingen.

### Industrie und Wirtschaft

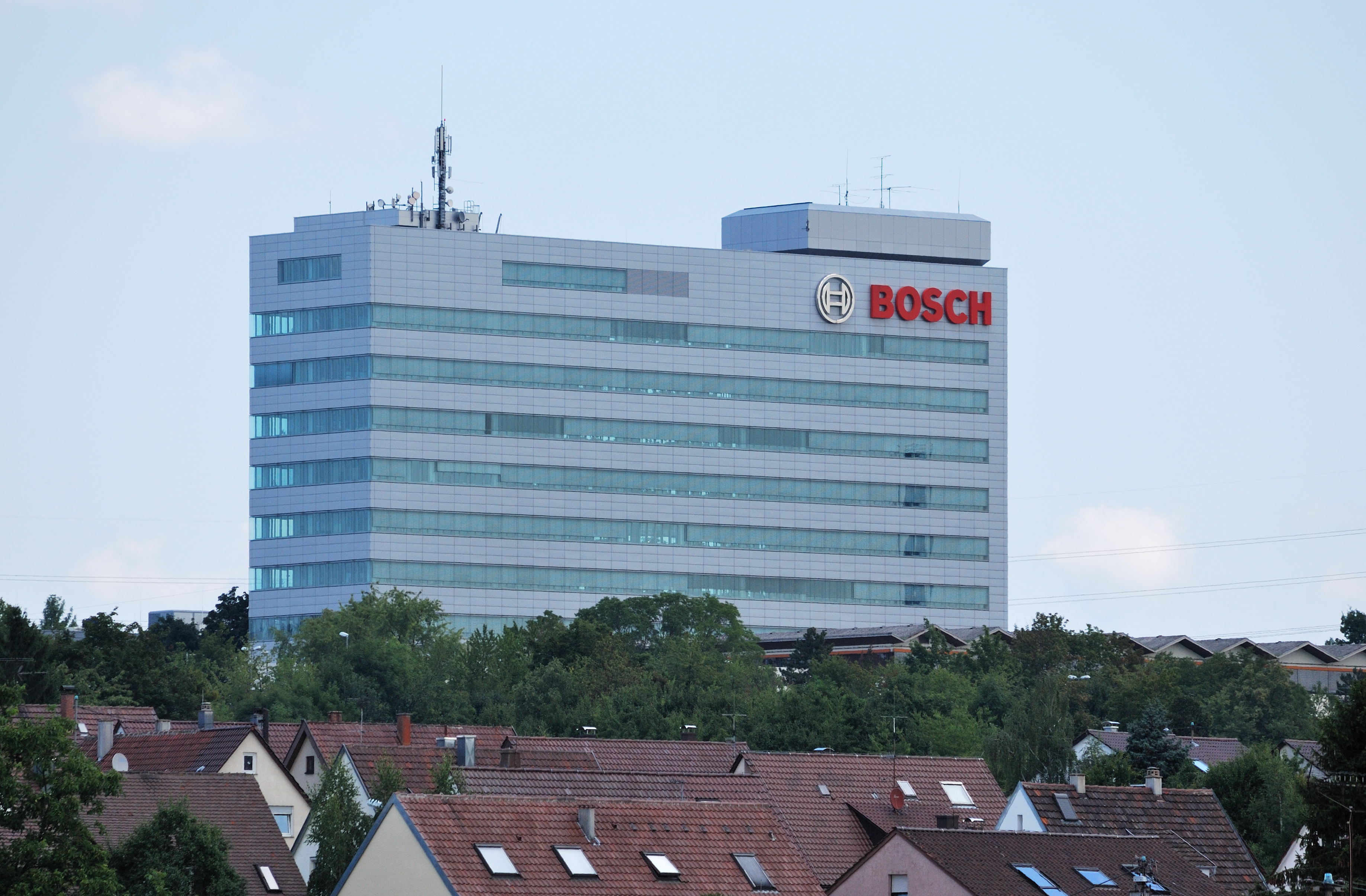
Robert Bosch GmbH

Durch die Lage Schwieberdingens – ehemals das Dorf an der Straße genannt – an der rege befahrenen Reichs- und Handelsstraße und den durchziehenden Heeren, Kauf- und Handelsleuten hatten Gasthäuser und Handwerker wie Schmiede, Wagner und Sattler in früheren Zeiten eine wichtige Bedeutung. Daneben war Schwieberdingen bis in die 1950er Jahre von der Landwirtschaft geprägt.
Mit der Ansiedlung der Lammbrauerei im Jahr 1812 entstand der erste Industriebetrieb in Schwieberdingen. Das dort hergestellte Schwieberdinger Lamm-Bräu war weit über die Kreisgrenzen hinaus bekannt. Bis in die 1970er Jahre stieg die Beschäftigtenzahl auf rund 60 Mitarbeiter bei 16.000 abgefüllten Flaschen in der Stunde. 1981 wurde das mittelständische Brauereiunternehmen an die Großbrauerei Stuttgarter Hofbräu verkauft und musste den Betrieb einstellen.
Seit den 1960er Jahren hat sich die Industrie und damit auch die Zahl der Arbeitsplätze in Schwieberdingen rasant entwickelt. Die in der Gemeinde ansässigen Unternehmen – vor allem aus der Automobilzulieferindustrie und dem Speditionsgewerbe – beschäftigen heute insgesamt 7740 Personen. Von den 4053 im Ort wohnenden nicht selbstständigen Arbeitnehmern sind allerdings nur 942 in Schwieberdingen selbst beschäftigt. Die Arbeitslosenquote betrug im Jahr 2005 rund fünf Prozent.
Mit rund 6300 Beschäftigten ist die Robert Bosch GmbH mit ihrer seit 1968 in Schwieberdingen ansässigen Entwicklungszentrale im Unternehmensbereich Kraftfahrzeugtechnik der mit Abstand größte Arbeitgeber der Gemeinde. Weitere bekannte am Ort ansässige Unternehmen sind:

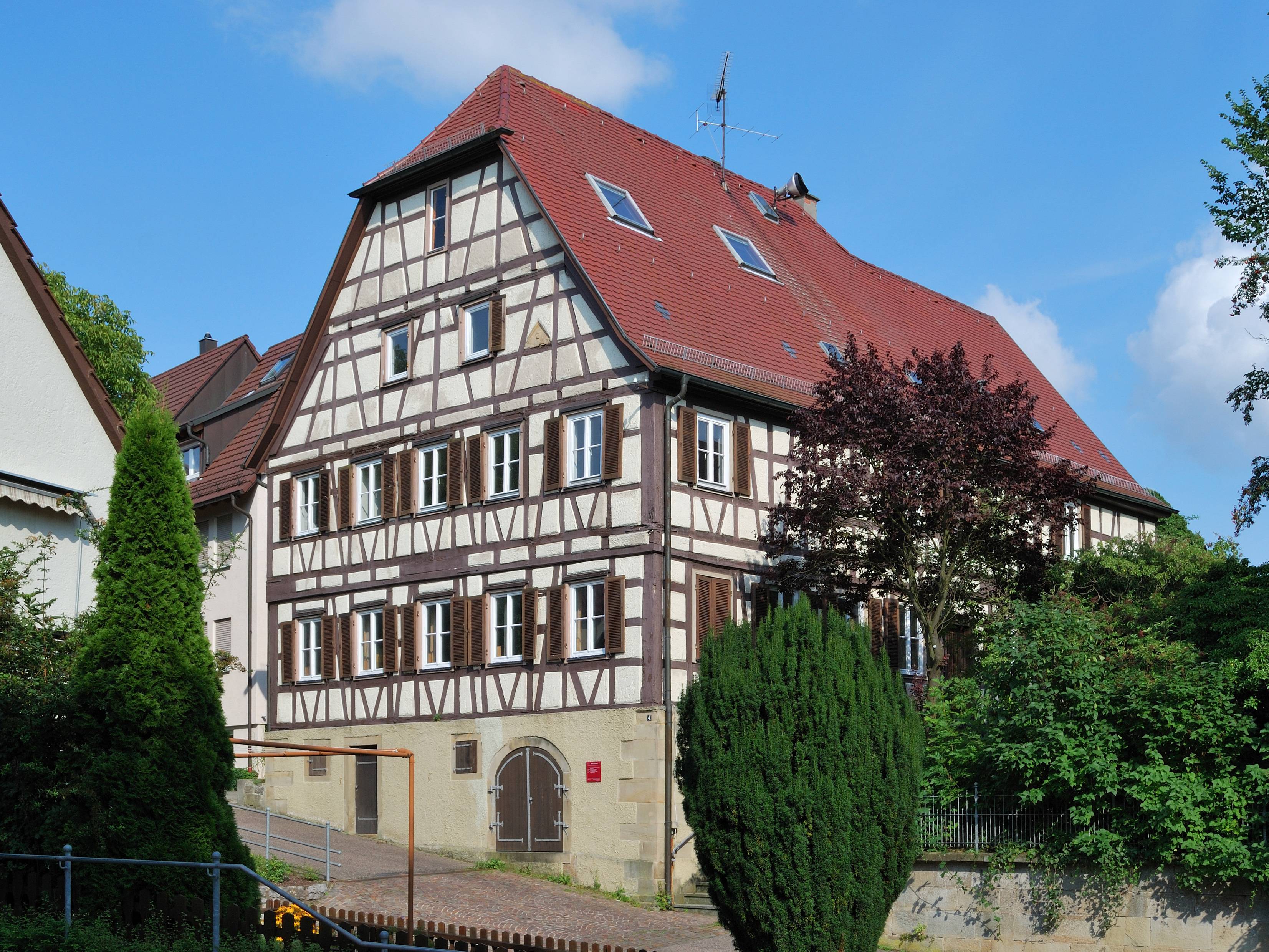
Ehemaliges Schulhaus

- Knorr-Bremse, Systeme für Nutzfahrzeuge GmbH
- Spedition Große-Vehne, Stuttgart
- Erwin Steinle, Internationale Spedition GmbH & Co. KG

Am 3. April 2019 veröffentlichte die Gemeinde, dass die Firma Porsche ein 15 Hektar großes, bisher landwirtschaftlich genutztes Gelände in Schwieberdingen erwerben möchte. Ein Bürgerentscheid wurde am 14. Juli 2019 abgehalten und 57 Prozent stimmten dem neuen Gewerbegebiet zu.

### Öffentliche Einrichtungen
Es gibt zwei Alten- und Pflegeheime der kreiseigenen Kleeblatt Pflegeheime.

### Bildung
Das Schulwesen in Schwieberdingen geht bis ins 16. Jahrhundert zurück. 1559 wurde das alte Schulhaus als zweite Volksschule im heutigen Kreis Ludwigsburg errichtet. Bereits vor dem Ersten Weltkrieg war das Gebäude zu klein geworden, so dass man 1914 ein neues Schulhaus erbaute, das heute die Grundschule am Berg beherbergt. Neben den als Hermann-Butzer-Schule gemeinsam verwalteten beiden Grundschulen und der Hauptschule gibt es am Ort die Glemstalschule Gemeinschaftsschule Schwieberdingen-Hemmingen, welche bis 2013 Realschule Schwieberdingen-Hemmingen (RSSH) hieß. Seit 2018 ist die Schule eine reine Gemeinschaftsschule. Die nächsten Gymnasien sind in Markgröningen und Korntal-Münchingen. Seit 1989 gibt es zudem die Musikschule Schwieberdingen, ein eingetragener Verein in Trägerschaft mit der Gemeinde Schwieberdingen, die jedem Einwohner offensteht (auch der Nachbargemeinden Hemmingen, Markgröningen und Möglingen).
Im Bereich der Erwachsenenbildung existiert die Volkshochschule Schwieberdingen.

### Ver- und Entsorgung
Das Strom- und Gasnetz in der Stadt wird von der EnBW Regional AG betrieben. Der nördliche Teil von Schwieberdingen wird mit Fremdwasser von der Bodensee-Wasserversorgung versorgt. Für das Trinkwasser im südlichen Teil werden Wasser von der Bodensee-Wasserversorgung und Eigenwasser aus dem Tiefbrunnen Herrenwiesen gemischt. Für den Hardt- und Schönbühlhof wird das Wasser von der Strohgäu-Wasserversorgung bezogen. Die Abfallentsorgung wird von der Abfallverwertungsgesellschaft des Landkreises Ludwigsburg mbH (AVL) übernommen, einer 100-prozentigen Tochtergesellschaft des Landkreises Ludwigsburg. Die AVL ist beauftragt, die Aufgaben zur Vermeidung, Verwertung und Beseitigung von Abfällen im Auftrag des Landkreises Ludwigsburg zu erfüllen.

## Persönlichkeiten
- Durch die gute Verkehrslage hielt sich Friedrich I., der 1806 zum König von Württemberg gekrönt wurde, sieben Jahre lang häufig im Schwieberdinger Schlössle gegenüber der Georgskirche auf, da er hier schnell Kuriere mit Botschaften aussenden und in Empfang nehmen konnte.
- Am Bau der Schwieberdinger Georgskirche waren nach Aberlin Jörg, an den ein Wappenstein an der Südwand der Kirche erinnert, Anton Pilgram und maßgeblich Peter von Koblenz beteiligt.
- Im Jahr 1783 verweilte Friedrich Schiller für kurze Zeit im Schwieberdinger Gasthaus Zum Löwen, in dem auch Carl Maria von Weber und der schwäbische Pfarrer Johann Friedrich Flattich häufig einkehrten.
- Während seiner Zeit als Trainer des Bundesligisten VfB Stuttgart wohnte der Fußballnationalspieler Matthias Sammer von 2004 bis 2005 in Schwieberdingen.
- Die für den TSV Schwieberdingen startende Helga Feyrer, die 2006 in Freiberg mit 63.393 Metern einen deutschen Langstreckenrekord der Frauen im 24-Stunden-Schwimmen aufgestellt hat.[7]
- Grazia di Fresco, die als Sängerin Sha bekannt wurde, wuchs in Schwieberdingen auf.
- Manfred Bulling, von 1977 bis 1989 Regierungspräsident in Stuttgart, lebte in Schwieberdingen.